# 雷亚盖
雷亚盖（法語：Reilhaguet，法語發音：[ʁɛjaɡɛ]）是法国洛特省的一个市镇，位于该省中部偏西北，属于古尔东区。

## 地理
雷亚盖（44°46'13"N, 1°30'16"E）面积15.96 平方千米，位于法国奧克西塔尼大區洛特省，该省份为法国西南部内陆省份，北起顺时针与科雷兹省、康塔爾省、阿韦龙省、塔恩-加龙省、洛特-加龍省和多尔多涅省接壤。
与雷亚盖接壤的市镇（或旧市镇、城区）包括：卡莱斯、派拉克、圣普罗热、勒维冈。

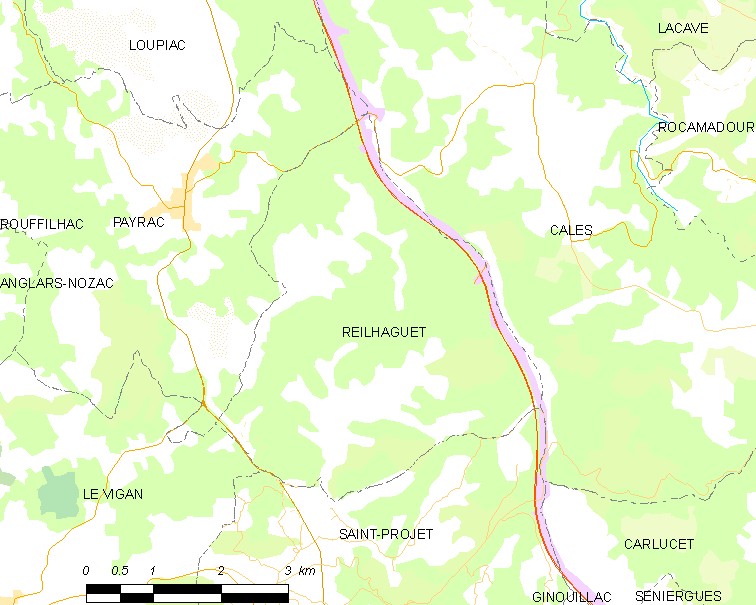
雷亚盖的OSM定位图

雷亚盖的时区为UTC+01:00、UTC+02:00（夏令时）。

## 行政
雷亚盖的邮政编码为46350，INSEE市镇编码为46236。

## 政治
雷亚盖所属的省级选区为苏亚克县。

## 人口

1962-2008年间雷亚盖人口变化图示

雷亚盖于2022年1月1日时的人口数量为151人。